# FLT3LG
FLT3LG (англ. Fms related tyrosine kinase 3 ligand) – білок, який кодується однойменним геном, розташованим у людей на короткому плечі 19-ї хромосоми. Довжина поліпептидного ланцюга білка становить 235 амінокислот, а молекулярна маса — 26 416.
| 10         |  | 20         |  | 30         |  | 40         |  | 50         |
| ---------- |  | ---------- |  | ---------- |  | ---------- |  | ---------- |
| MTVLAPAWSP |  | TTYLLLLLLL |  | SSGLSGTQDC |  | SFQHSPISSD |  | FAVKIRELSD |
| YLLQDYPVTV |  | ASNLQDEELC |  | GGLWRLVLAQ |  | RWMERLKTVA |  | GSKMQGLLER |
| VNTEIHFVTK |  | CAFQPPPSCL |  | RFVQTNISRL |  | LQETSEQLVA |  | LKPWITRQNF |
| SRCLELQCQP |  | DSSTLPPPWS |  | PRPLEATAPT |  | APQPPLLLLL |  | LLPVGLLLLA |
| AAWCLHWQRT |  | RRRTPRPGEQ |  | VPPVPSPQDL |  | LLVEH      |  |            |

A: Аланін

C: Цистеїн

D: Аспарагінова кислота

E: Глутамінова кислота

F: Фенілаланін

G: Гліцин

H: Гістидин

I: Ізолейцин

K: Лізин

L: Лейцин

M: Метіонін

N: Аспарагін

P: Пролін

Q: Глутамін

R: Аргінін

S: Серин

T: Треонін

V: Валін

W: Триптофан

Кодований геном білок за функцією належить до цитокінів. 
Задіяний у такому біологічному процесі, як альтернативний сплайсинг. 
Локалізований у клітинній мембрані, мембрані.
Також секретований назовні.